# 古巴移民修正法
古巴調整法（CAA），公法 89-732，是一项1966年11月2日頒布的美國聯邦法律。该项法律由第89屆美國國會通過、由總統林登·约翰逊簽署，根据该项法令，任何1959年1月1日之后进入美国的古巴居民或古巴公民在滞留美国二年以后都有权成为美国永久居民。1976年《移民和国籍法修正案》（P.L. 94-571）通过后，这一时间由两年缩短至一年。

## 來源
- 1966 年古巴調整法 （页面存档备份，存于）
- 美國國務院 （页面存档备份，存于）
- 古巴調整法有問題嗎？ - Michael J. Bustamente  （页面存档备份，存于）